# Bonifaz von Ragusa
Bonifaz von Ragusa OFM (* 1504; † 6. Februar 1582 in Temeswar) war ein Franziskaner und Bischof sowie Diplomat der römischen Kurie.

## Leben
Bonifaz trat dem Minoritenorden in Ragusa bei und studierte Theologie in Paris, später lehrte er Theologie. Er war Kustode des Heiligen Landes in Jerusalem. 1552 führte er die Osterprozession nach Emmaus-Qubeibeh ein. 1553 vergab er besondere Privilegien an den Ritterorden vom Heiligen Grab zu Jerusalem. 1555 ließ er die Baulichkeiten über der Grabeskirche instand setzen.
Bonifaz von Ragusa war Teilnehmer der Tagungsperiode des Konzils von Trient 1562/1563.
Am 17. November 1564 wurde er von Papst Pius IV. zum Bischof von Stagnum ernannt. Papst Pius V. bestellte ihn zum Apostolischen Delegaten auf den Balkan, später wurde er Apostolischer Nuntius für die Vertretung der Angelegenheiten des Heiligen Stuhls am Hofe König Philipps II. von Spanien. Papst Gregor XIII. betraute Bonifaz mit diplomatischen Missionen im osmanischen Ungarn. Bonifaz wurde zudem bekannt als Schriftsteller.
Er starb am 6. Februar 1582 während eines Besuchs von Temeswar.

## Schriften
- De perenni cultu Terra Sancta. (1555), Venedig 1572
- Liber de perenni cultu Terrae Sanctae et de fructuosa eius peregrinatione. Venedig 1573 (Neuauflage BiblioLife 2008, ISBN 978-0559595707, siehe Books)